# Foncouverte (série télévisée)
Foncouverte est un feuilleton télévisé français en 52 épisodes de 13 minutes, en noir et blanc, réalisé par Robert Guez et diffusé à partir du 6 juillet 1965 sur la première chaîne de l'ORTF.
Ce feuilleton fit l'objet d'une rediffusion sur FR3 dès le 11 février 1985.

## Synopsis
Foncouverte est un petit village de Provence.   Du temps de la jeunesse de Balthazar, 700 personnes habitaient là mais le tarissement successif des sources et l'appel des villes avides d'ouvriers l'a dépeuplé en quelques décennies. Lorsque la dernière source se tarit à son tour, les derniers habitants décident de partir. Seul Balthazar force sa famille (sa femme, son fils, et sa bru) à rester. Ils seront accompagnés par monsieur de Valbelle, le châtelain, vieux célibataire qui veut attendre la mort dans son château.

## Distribution
- Jean-Louis Allibert : le noble De Valbelle, père de Blanchette
- Mag Avril : Nora
- Christian Azzopardi : un jeune paysan
- Lucien Barjon : Balthazar
- Georges Berthomieu : Estève
- Raoul Billerey : le chef des CRS
- Jean-Marie Bon : un villageois
- Jean-Louis Bras : Dorino
- Fabian Cevallos : Rodrigo
- Marcel Charvey : le grand Monsieur de l'administration
- France Darry : la villageoise
- Paul Demange : le petit Monsieur de l'administration
- Nicole Desailly : la femme de Firmin
- Gabriel Dornet : un boumian
- Yvon Dorval : Attilio
- Danièle Évenou : Blanchette
- André Faure : l'ingénieur
- Ginette Fellous : Monelle
- Simone Fondere : la vieille femme
- Raoul Guylad : Jannosh / Lazlo
- Frédéric Lambre : Firmin
- Pierre Lafont : Prosper
- Jean Lara : le camionneur
- Maria Latour : Peppina
- Jean-Jacques Lecomte : un jeune paysan
- Alain Léonard : le santonnier
- Marion Loran : Geneviève, l'assistante sociale
- Pierre Massimi : Jean-Jacques, le futur prêtre
- Pierre Mirat : Binibinci
- Georges Montal : l'ouvrier
- Roger Montigny : le cuisinier
- Philippe Nyst : Tistet
- Pierre Peloux : un villageois
- Nelly Pescher : Martha
- Pierre Plessis : Simon / Florent
- Patricia Lacan : Blanchette, petite fille
- Jacques Richard : Maurice
- Nathalie Roch : Blanka
- Jackie Rollin : Madame Binibinci
- Marie-Rose Rodriguez : la boumian espagnole, future mère de Blanchette
- Serge Sauvion : Pétrus
- Jean Sobieski : l'instituteur santonnier amateur, ressemblant à la statue de Saint-Georges, élu de Blanchette
- Hénia Suchar : Elyane
- Martine Van Daele : Ilona

## Fiche technique
- Musique originale : Jacques Loussier
- Scénario et dialogues : Jean Canolle

## Anecdotes
La série a été tournée dans le village de Montfuron, dans les Alpes-de-Haute-Provence.